# アンゴラ人の一覧
この項目では、中部アフリカ/南部アフリカのアンゴラ国民の出身者の一覧を表記する。

## 聖職者
- オスカル・リノ・ロペス・フェルナンデス・ブラガ （1931年生） –  1975年からローマ・カトリックのベンゲラ司教
- マヌエル・フランクリン・ダ・コスタ （1921年 –  2003年） –  ローマ・カトリックの大司教
- ダミアン・アントニオ・フランクリン （1950年生） –  ローマ・カトリックの大司教
- アレシャンドレ・ド・ナシメント （1925年生） – 1977年から2001年までローマ・カトリックの大司教

## 軍人
- ジョアン・デ・マトス – 軍人、将軍
- ンジンガ女王 – 奴隷貿易に抵抗した軍事指導者

## 音楽家
- ヴァルデマール・バストス （1954年生）  –  ポピュラー音楽家
- ボンガ （1943年生） –  センバを含むアンゴラの民族音楽家
- リセウ・ヴィエイラ・ディアス - ンゴラ・リトモスの創設者
- パウロ・フローレス （1972年生） –  センバの音楽家
- テタ・ランド
- ネイデ・ヴァン＝ドゥーネン （1986年生） –  ポピュラー音楽のシンガーソングライター（キゾンバとセンバ）

## 政治家
- ニト・アルヴェス – MPLAの一員。
- マリオ・ピント・デ・アンドラーデ （1928年–1990年） –  MPLA創設者の一人。
- アメリコ・ボアヴィダ （1923年–1968年）  –  外科医、MPLAの一員。
- マリア・マンボ・カフェ （1945年生） – 政治家
- ボアヴェントゥーラ・カルドーゾ （1944年生） – 2002年から文化相。
- アベル・アパランガ・チヴクヴク –  汎アフリカ議会の議員。
- ヴィリアト・ダ・クルス （1928年–1973年） – MPLAの書記
- アントニオ・デンボ （1944年–2002年） –  政治家。1992年から2002年までアンゴラ全面独立民族同盟（UNITA）の副大統領。
- ジョゼ・エドゥアルド・ドス・サントス （1942年生） – アンゴラ共和国大統領
- エフィジェニア・ドス・サントス・リマ・クレメンテ –  汎アフリカ議会の議員。
- アギナルド・ジャイメ –  現アンゴラ首相補佐官
- アルメリンド・ジャカ・ジャンバ （1949年生） –  政治家。かつてのアンゴラ全面独立民族同盟 の指導者。
- ルシオ・ララ – MPLA創設者の一人。
- アナ・ディアス・ロウレンソ – 1999年より計画相
- パウロ・ルカンバ （1954年生） – 2002年から2003年までUNITA指導者
- マルコリーノ・モコ （1953年生） – 1992年から1996年までのアンゴラ首相
- ジョゼ・ペドロ・デ・モライス （1955年生） – 2002年より金融相
- ヴェナンシオ・ダ・シルヴァ・モウラ （1934–1999） – 1992年 から1999年まで外部関係相
- ロポ・ド・ナシメント （1942年生） –   1975 年から1978年まで初代アンゴラ首相
- アゴスティーニョ・ネト （1922年–1979年） – 1975年から1979年までの初代アンゴラ人民共和国大統領
- ピトラ・ネト （1958年生） – 1992年より公的行政、雇用、社会保障相
- ドミンゴス・マヌエル・ンジンガ –  汎アフリカ議会の議員
- アナーリア・デ・ヴィクトリア・ペレイラ （1941年生） – 自由民主党の指導者
- ホールデン・ロベルト （1923年生） – 政治家、反乱者、FNLAの指導者
- イサイアス・サマクヴァ （1946年生） –  政治家、反乱者、現UNITA指導者
- ジョナス・サヴィンビ （1934年–2002年） – 反乱指導者
- パウロ・テイシェイラ・ジョルジ （1934年生） – 1976年 から1984年まで外部関係相
- フェルナンド・ジョゼ・デ・フランサ・ディアス・ヴァン＝ドゥーネン （ 1952年生） –  1991 年から1992年まで、及び 1996 年から1999年までアンゴラ首相
- ジェロニモ・エラヴォコ・ヴァンガ –  汎アフリカ議会の議員

## アスリート
- アクワ （1977年生） – サッカー選手
- フラヴィオ （1979年生） – サッカー選手
- ゼ・カランガ （1983年生） –  サッカー選手
- マヌーショ （1983年生） –  サッカー選手
- ルイ・マルケス （1977年生） –  サッカー選手
- ペドロ・マントラス （1982年生） –  サッカー選手
- ナンド・ラファエル （1984年生） – サッカー選手
- ジョアン・リカルド （1970年生） –  サッカー選手
- マネル・ケイプ  (1993年生)  ｰ  総合格闘家

## 作家
- エンリケ・アブランシェス （1932年生）  - 詩人
- ジョゼ・エドゥアルド・アグアルーザ （1960年生） – ポルトガル系アンゴラ人ジャーナリスト、フィクション作家。
- ジョゼ・デ・フォンテス・プレイラ （1838年–1891年）  – 初期のアンゴラ人ジャーナリスト
- アントニオ・ジャシント （1924年–1991年） – 詩人
- アルダ・ララ （1930年–1962年） –  詩人
- ラファエル・マルケス – ジャーナリスト
- ペペテラ （1941年生） – フィクション作家
- オスカル・リバス （1909年–2004年） – 小説家
- ジョゼ・ルアンディーノ・ヴィエイラ - 作家。作品の中でキンブンドゥ語とポルトガル語の融合を目指した。

## その他
- デパラ （1928年–1997年） –  コンゴ民主共和国で活動した写真家
- アンドレ・A・ジャクソン– アフリカダイヤモンド工業の代表経営者
- アナ・クララ・ゲーラ・マルケス – ダンサー
- シララ・モコ （1977年生） – 写真家